# Sodales Titii
Titii vel titienses fueron sacerdotes creados por Tito Tacio para conservar los ritos de los sabinos, aunque hay autores como Tácito que afirman que fueron creados por Rómulo en honor de Tacio ( Tácito Anales I. 54. hist. II. 95.)
A semejanza de la citada fundación se hizo la de los sacerdotes llamados sodales, cuando se concedió a Octavio Augusto la apoteósis según Suetonio (Vidas de los doce césares (Claudio. 6. - Galba. 8.)).
Al supremo sacerdote se le llamaba Rex sacrorum (vel rex sacrificulus), que realizaban los ritos sagrados que efectuaban los reyes en persona tras la caída de la monarquía y que estaba a las órdenes del Gran Pontífice según Tito Livio.
Una inscripción de Vespasiano dice lo siguiente:

Sacrorum aedium

Restitutori

Et rituum antiquos

Conservatori

Sodales Titii